# Pilosella corymbulifera
Pilosella corymbulifera — вид рослин із родини айстрових (Asteraceae).

## Середовище проживання
Зростає у Європі — Швеція, Франція, Німеччина, Швейцарія, Австрія, Італія, Польща, Чехія, Угорщина, Словенія, Румунія, Україна, цн.-євр. Росія.